# Zaginiony mundial
Zaginiony mundial (wł. Il mundial dimenticato) – włosko-argentyński mockument sportowy przedstawiający historię o piłkarskim turnieju Mistrzostw Świata, który miał zostać rozegrany w 1942 roku. Nie istnieją jednak pewne dowody na rozegranie takich zawodów.

## Fabuła
Film przedstawia historię mundialu, który miał zostać rozegrany w 1942 roku w Patagonii i wychodzi od przedstawienia szczątków pewnego mężczyzny, znajdujących się w Patagonii. Miały one należeć do kamerzysty Guilherme Sandriniego, któremu powierzono udokumentowanie Mistrzostw Świata w 1942 roku. Turniej był inicjatywą hrabiego Vladimira von Otza, który wcześniej bezskutecznie próbował zainteresować swoim pomysłem FIFA. Otz zorganizował turniej dla dwunastu drużyn oraz ufundował replikę Pucharu Julesa Rimeta. W mistrzostwach miały uczestniczyć takie reprezentacje, jak Włochy, Anglia, III Rzesza, Francja, Brazylia, Polska, Patagonia i Mapuche; z przyczyn politycznych w turnieju nie brały udziału Argentyna i Chile. Większość reprezentacji składała się wyłącznie z amatorów. W finale, sędziowanym przez syna Butcha Cassidy’ego, Mapuche mieli grać z III Rzeszą. W filmie wypowiadali się tacy piłkarze, jak Gary Lineker i Roberto Baggio.

## Odbiór
Pozytywne opinie wystawili filmowi dziennikarze „La Repubblica”, „La Nazione” i „La Gazzetta dello Sport”. Film znalazł się na trzecim miejscu zestawienia najlepszych filmów sportowych według „L’Équipe”.